# Hartmann von Werdenberg-Sargans

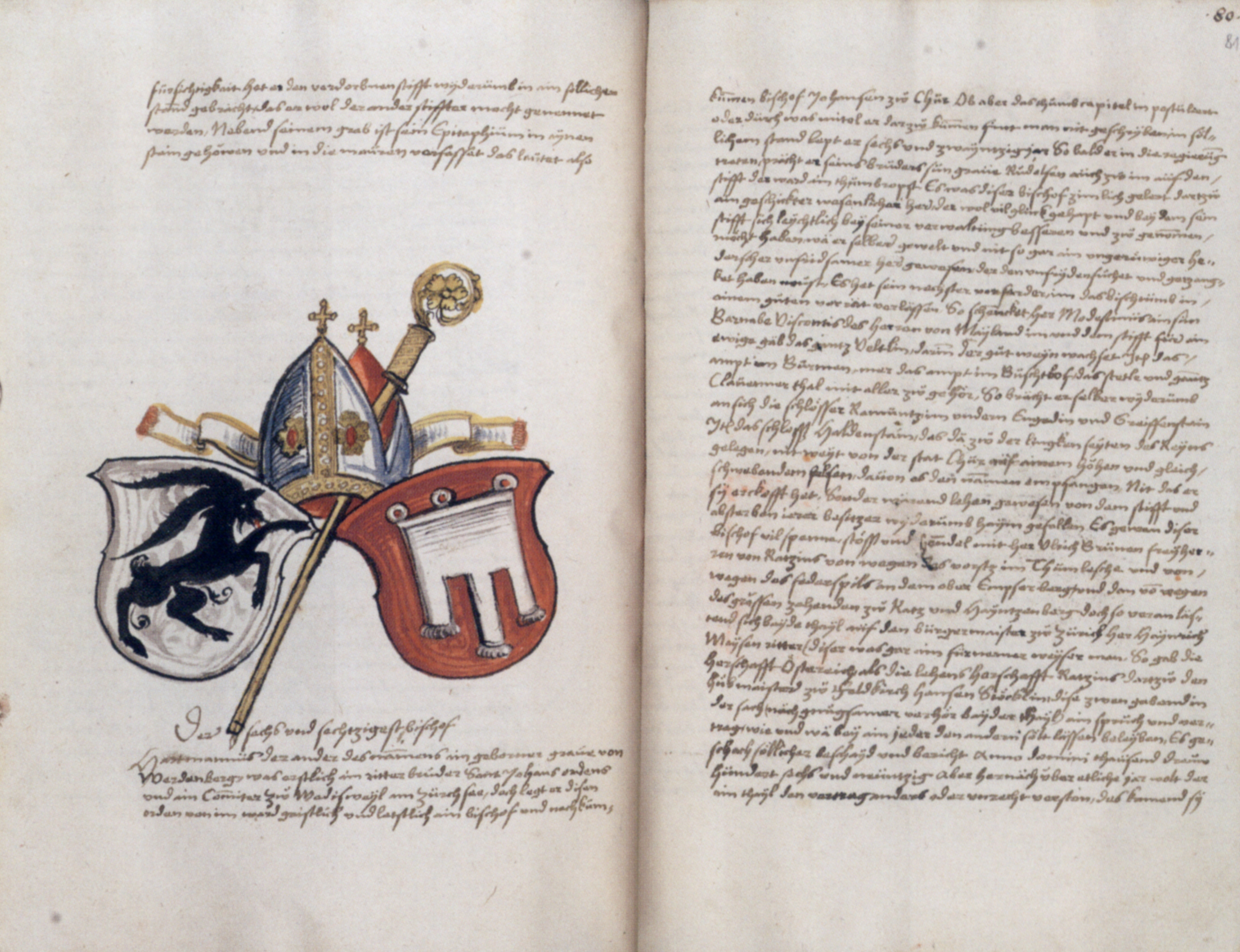
Wappen Hartmanns von Werdenberg in der Bistumschronik des Wilhelm Werner von Zimmern, um 1550

Hartmann von Werdenberg-Sargans (* um 1350; † 6. September 1416 auf Schloss Sonnenberg bei Nüziders) war von 1388 bis 1416 Bischof von Chur.

## Leben
Hartmann entstammte dem in der Ostschweiz und im Vorarlberg begüterten Geschlecht der Grafen von Werdenberg-Sargans. Er war der Sohn von Graf Hartmann III. und der Agnes von Montfort-Feldkirch, einer Tochter Graf Rudolfs IV. von Montfort-Feldkirch. Der Bischof von Konstanz, Rudolf III. von Montfort, war sein Onkel.
Bereits 1360 ist er, noch minderjährig, als Johanniter belegt. 1376 wurde er Komtur von Wädenswil. 1379 hatte er Streit mit seinem Amtskollegen in Bubikon, Werner Schürer, den sogar der Prior der Ordensprovinz Alemannia Konrad von Braunsberg schlichten musste. Es ging um die Gerichtsbarkeit über die Leibeigenen in der jeweils anderen Kommende. Von 1379 bis 1383 ist er auch Komtur von Feldkirch. 
Im Jahr 1388 erhielt er die niederen Weihen und wurde in einer umstrittenen Wahl zum Bischof von Chur gewählt. Hartmann stand auf der Seite des Gegenpapstes Clemens VII. Herzog Leopold von Österreich unterstützte zuerst den Gegenkandidaten Bartholomäus. Nach dessen Tod, 1390, versuchte er, seinen Kanzler Anton als Bischof durchzusetzen, der von Papst Bonifatius IX. im selben Jahr bestätigt wurde. In den ausbrechenden Kämpfen wurde Hartmann von Graf Albrecht von Werdenberg-Heiligenberg gefangen genommen. 1392 kam es zum Friedensschluss mit Österreich und Anton verzichtete auf seine Ansprüche. 
Hartmanns Amtszeit als Bischof war geprägt von Kämpfen mit seinen Nachbarn. 1393 amtete er als Bischof von Chur und Komtur der Johanniterkommenden Bubikon und Wädenswil. Zwischen 1395 und 1397 kam es zu Fehden mit den Freiherren von Rhäzüns, den Herren von Matsch sowie den Werdenberger Grafen. Hartmann lehnte sich zunehmend an Österreich an, im Appenzellerkrieg kam es jedoch erneut zum Konflikt mit den österreichischen Herzögen. 1404 geriet Bischof Hartmann in Gefangenschaft auf der Schattenburg und wurde erst nach der Schlacht am Stoss von Herzog Friedrich IV. freigelassen. Nach einigen Jahren kam es wieder zu Kämpfen mit Österreich und Hartmann wurde 1412 abermals gefangen genommen. Die ständigen Kämpfe zerrütteten die Finanzen des Hochstifts und führten zu Veräußerungen und Verpfändungen. 1409 musste Hartmann die Einsetzung eines Rats und die Bestellung eines für die Verwaltung zuständigen Vogts hinnehmen. Die geistliche Betreuung der Diözese übernahmen Weihbischöfe, da Hartmann nie zum Bischof geweiht wurde. 
Als Komtur von Wädenswil konnte er 1409 die Vogtei über die Leibeigenen der Klöster Einsiedeln und die Fraumünsterabtei Zürich von Bürgermeister und dem Rat von Zürich erwerben. Die (hohe) Kaufsumme von 900 Gulden brachten die Leibeigenen selber auf und wurden dafür aus der Leibeigenschaft entlassen. Im Jahr 1414 und 1415/16 nahm er am Konzil von Konstanz teil. Nach seinem Tod 1416 wurde er in der Kathedrale von Chur beigesetzt.